# Szentkirály (Románia)
Szentkirály (románul Sâncrai) falu Romániában, Erdélyben, Hunyad megyében.

## Fekvése
Dévától 23 km-re délre, Vajdahunyadtól 12 km-re keletre, Pusztakalántól 7 km-re északnyugatra, Déva, Vajdahunyad, Pusztakalán és Kiskalán közt fekvő település.

## Története
1320 de Sancto Rege néven említik először. A középkorban katolikus lakossága volt, Szent István tiszteletére szentelt templommal.
A katolikus lakosságot utoljára 1444-ben említik, valószínűleg a 15. századi török betörések során pusztultak el, helyükre román telepesek érkeztek.
A trianoni békeszerződésig Hunyad vármegye Vajdahunyadi járásához tartozott.

## Lakossága
1910-ben 641 román nemzetiségű lakosa volt.
2002-ben 206 lakosa volt, ebből 203 fő (98,5%) román és 3 fő (1,5%) magyar nemzetiségűnek vallotta magát.